# Бхардвадж, Мохини
Мохи́ни Бхардвадж (англ. Mohini Bhardwaj, род. 29 сентября 1978) — американская гимнастка. В составе женской команды США по спортивной гимнастике (в командном первенстве) стала в 2001 году чемпионкой мира и в 2004 году серебряной медалисткой Олимпийских игр в Афинах.